# Trachselwald
Trachselwald és un municipi del cantó de Berna (Suïssa), era el cap de l'antic districte de Trachselwald i des de 2010 forma part del Districte administratiu d'Emmental.